# Рувума (регион)
Рувума е един от 26-те региона на Танзания. Разположен е в южната част на страната и граничи с Мозамбик. Името на региона идва от реката Рувума, която формира по-голямата част от границата с Мозамбик. Площта на регион Рувума е 63 498 км². Населението му е 1 376 891 жители (по преброяване от август 2012 г.). Столица на региона е град Сонгеа.

## Окръзи
Регион Рувума е разделен на 5 окръга: Тундуру, Мбинга, Намтумбо, Сонгеа - градски и Сонгеа - селски.